# 克罗茨斯普林斯 (路易斯安那州)
克罗茨斯普林斯（英語：Krotz Springs）是美国路易斯安那州下属的一座城鎮。根据2010年美国人口普查，该鎮有人口1,198人。